# Сражение при Акциуме
Сраже́ние при мы́се А́кций (лат. Actiaca Pugna; 2 сентября 31 года до н. э.) — последнее великое морское сражение Античности между флотами Древнего Рима на заключительном этапе периода гражданских войн.

## Общая ситуация
Решающее морское сражение вблизи мыса Акциум (северо-западная Греция) между флотами Марка Антония и Октавиана Августа завершило период гражданских войн в Риме. Флотом Октавиана командовал Марк Випсаний Агриппа, союзницей Антония выступала египетская царица Клеопатра. Древние сообщения об этом сражении, вероятно, не вполне объективны: большинство из них утверждает, что в кульминационный момент битвы Клеопатра сбежала со своим флотом в Египет, а Антоний последовал вслед за ней. Однако основной целью, которую ставил перед собой Антоний, вступая в бой, мог быть прорыв блокады, но задумка была осуществлена крайне неудачно: прорвалась меньшая часть флота, а основная часть флота и сухопутная армия Антония, будучи блокированы, сдались и перешли на сторону Октавиана. Октавиан одержал решающую победу, достиг безоговорочной власти над Римским государством и в итоге стал первым римским императором с 27 года до н. э. под именем Августа.
Из античных историков, чьи сочинения сохранились до нашего времени, сражение при Акциуме наиболее полно описали Плутарх и Дион Кассий. Оба пользовались мемуарами участников и современников событий, которые до нас не дошли. Важная информация об этой битве содержится также в одах Горация и «Римской истории» Веллея Патеркула.
Сражение решило дальнейшее развитие Римского государства на следующие столетия. Антоний нёс в Рим эллинистическую идею царя-героя, живого божества на земле, нового Александра Македонского. Идеей Октавиана была своеобразная «республиканская монархия», которая, опираясь на извечные римские ценности, маскировала «возрождённой республикой» единоличную власть «первого гражданина». Победившая идея Октавиана у историков получила название «принципат».

## Силы противников

Античные боевые корабли

Флот Марка Антония и Клеопатры состоял по разным источникам от 220 до 360 кораблей; из них 170 больших кораблей с тремя, четырьмя и пятью рядами вёсел; встречались среди них и эннеры и децимремы. Это были огромные мощные корабли с сильным тараном, деревянным бронированным поясом для защиты от таранных ударов; высота борта в середине корабля доходила до 3-х метров и увеличивалась от носа и кормы, так чтобы их было сложно взять на абордаж. На палубе стояли тяжёлые метательные машины и башни для навесного метания снарядов. Корабли такой конструкции были тихоходны и неповоротливы, их наступательная сила состояла, главным образом, в зажигательных и метательных снарядах. Действие последних было направлено не столько против кораблей, сколько против экипажей. На корабли Антоний посадил 25 тысяч солдат, не считая экипажей. Часть кораблей египетских союзников Антоний велел сжечь, чтобы высвободить судовые команды для своих плавающих крепостей.
Основу флота (260 кораблей) Октавиана, которым командовал знаменитый полководец Марк Випсаний Агриппа, составляли биремы и лёгкие манёвренные суда с одним (редко — двумя) рядами вёсел. Этот новый тип кораблей римляне заимствовали у иллирийских пиратов и называли «либурнами» — по имени иллирийского племени. Либурны, как правило, имели только один ряд вёсел, были не более 30 м в длину и около 4-5 м шириной. Экипаж состоял из 84 гребцов и 36 человек прочей прислуги. Либурны были приспособлены для морского грабежа, а вместе с тем и для действий морской полиции, то есть для преследования пиратов. В сравнении с тяжёлыми большими кораблями Антония, которые имели плохо обученные команды, новые корабли были опасным оружием при наличии хорошо подготовленных экипажей. К тому же такие корабли быстро строились, а повреждённые могли быть заменены новыми из резерва. Абордажные отряды на кораблях Октавиана насчитывали 34 тысячи легионеров.

## Ход сражения

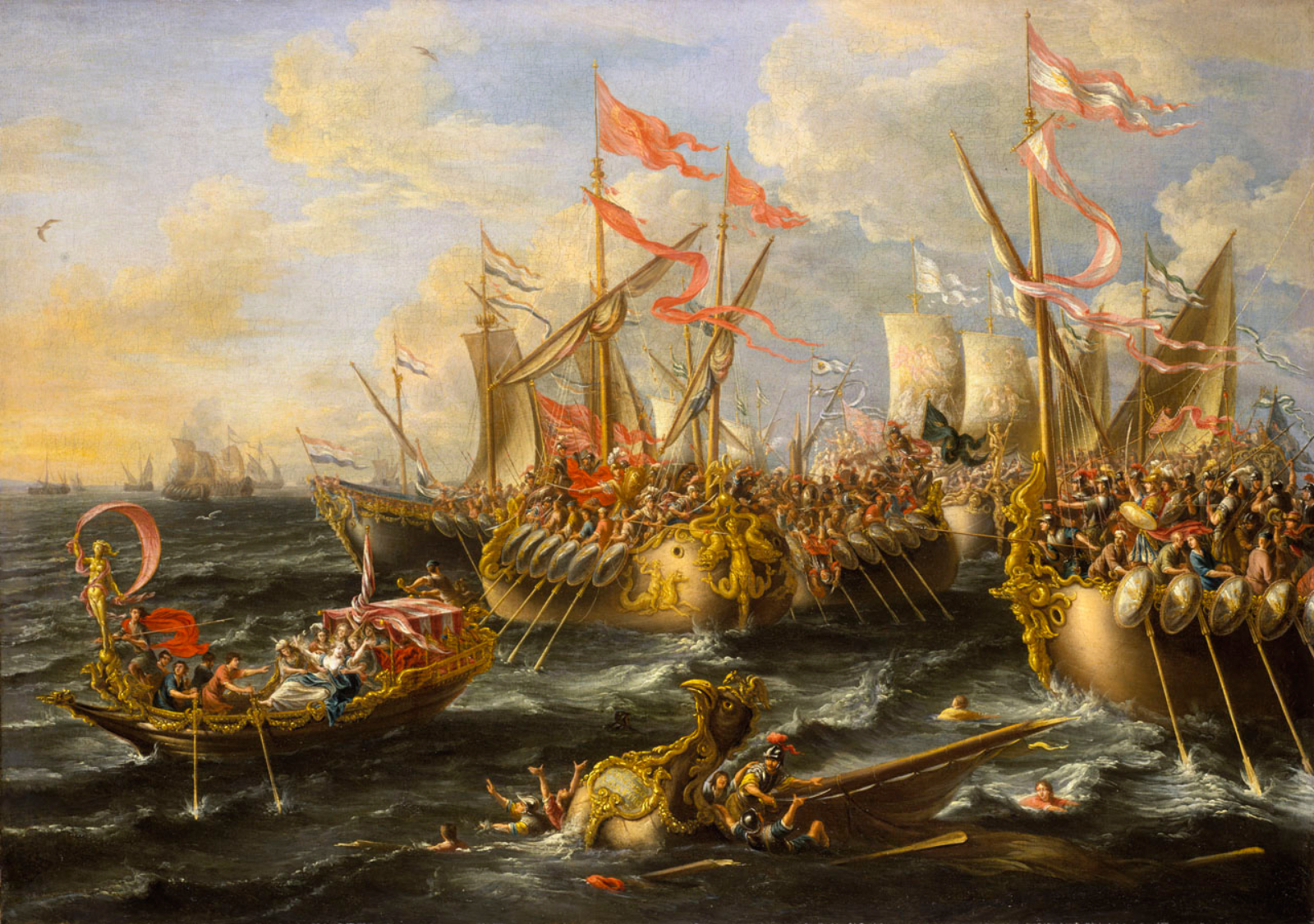
Сражение при Акциуме. Лоренцо А. Кастро (1672)

Амбракийский залив имеет 18,5 морских миль в длину и до 10 миль в ширину, причём, по всей его длине глубины достаточны для больших кораблей; вход в залив, однако, узкий, извилистый и мелководный. Для лучшей защиты входа были построены башни, на которых стояли тяжёлые метательные машины. В середине залива в полной безопасности стоял флот Антония, тем временем как флот Агриппы находился в двух открытых бухтах перед входом в залив, что было опасным местом для стоянки кораблей.
На мысе Акциум при входе в Амбракийский залив стояло стотысячное войско Марка Антония, на противоположном берегу пролива также стояли его отряды, с которыми соприкасалась армия Октавиана в 75 тысяч человек.
Оба флота были разделены на три эскадры для удобства управления. Антоний вывел из залива и выстроил флот таким образом, что фланги почти примыкали к берегам, а за спиной находился вход в залив. План Антония, по сообщениям историков, состоял в том, чтобы, отказавшись от манёвров, держать свои корабли в тесно сомкнутом строю и ждать атаки противника, который по его предположению не мог ничего сделать против тяжёлых кораблей. Клеопатра со своими кораблями стояла наготове в центре. Агриппа двигался навстречу боевой линии Антония в дугообразном строю, пытаясь охватить фланги противника.
Корабли Антония были недосягаемы для либурн, а либурны легко избегали неповоротливых монстров. Пользуясь пассивностью Антония, Агриппа с помощью согласованных манёвров своего флота сумел выманить левый и правый фланги Антония вперёд, в результате чего строй последнего нарушился. Тогда Агриппа внезапно атаковал вражеский флот — его быстрые либурны охватывали плавучие крепости Антония со всех сторон. Защищённые броневым поясом корабли Антония не боялись таранных ударов, а от абордажа спасали их высокие борта и солдаты на борту. Подобно битвам Нового времени на первом этапе бой свёлся к перестрелке. Плутарх так описывает сражение:

«Наконец завязался ближний бой, но ни ударов тараном, ни пробоин не было, потому что грузные корабли Антония не могли набрать разгон, от которого главным образом и зависит сила тарана, а суда Цезаря [Октавиана] не только избегали лобовых столкновений, страшась непробиваемой медной обшивки носа, но не решались бить и в борта, ибо таран разламывался в куски, натыкаясь на толстые, четырёхгранные балки кузова, связанные железными скобами. Борьба походила на сухопутный бой или, говоря точнее, на бой у крепостных стен. Три, а не то и четыре судна разом налетали на один неприятельский корабль, и в дело шли осадные навесы, метательные копья, рогатины и огнемёты, а с кораблей Антония даже стреляли из катапульт, установленных в деревянных башнях.»

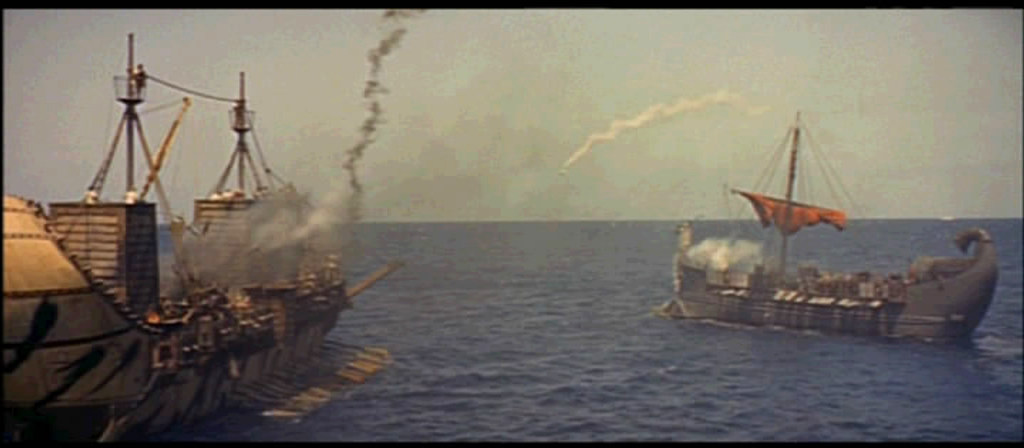
Морской бой при Акциуме, кадр из фильма «Клеопатра» (1963). Либурна обстреливает тяжёлое судно Антония.

Именно в этот момент произошло то, чего никто не ожидал. Клеопатра вместо того, чтобы ввести в бой свои 60 лёгких кораблей, повернула на юг и вышла из боя с попутным ветром. Марк Антоний, узнав об этом, перешёл с флагманского корабля на быстроходную пентеру и догнал царицу. После бегства главнокомандующих битва продолжалась ещё несколько часов. Некоторые корабли сбрасывали тяжёлые метательные машины за борт, пытаясь уйти, но основные силы держались до конца. Агриппа применил в массовом количестве зажигательные снаряды и лишь немногим кораблям Антония удалось уйти назад в залив, лишь для того, чтобы потом сдаться победившему Октавиану. Сам Октавиан провёл морское сражение в каюте, страдая от морской болезни.
По преданию Марк Антоний просидел в прострации четверо суток на носу судна. Только в Пелопоннесе он разделил ложе с Клеопатрой. На берегу Антоний начал рассылать приказы войскам, но было слишком поздно.
Сухопутная армия держалась ещё семь дней. Несмотря на уже очевидный факт побега, воины продолжали верить, что Марк Антоний вернётся и поведёт их в бой. Всё окончилось только после того, как армию покинул её командующий, Публий Канидий Красс. Тогда 19 легионов Антония влились в армию Октавиана.
Современные исследователи пытаются рационально объяснить поведение Марка Антония и Клеопатры в этом сражении, поскольку понятно, что бо́льшая часть сведений о битве принадлежит сторонникам победившего Октавиана Августа, и именно они сформировали такой непривлекательный образ предателя, бросившего верное войско из-за любовницы. Выдвигалась версия, что Марк Антоний и Клеопатра с самого начала планировали вывести только часть флота, поскольку в Египте их ждали свежие легионы. Другая версия состоит в том, что после того, как нарушился строй, корабли левого фланга вернулись в залив, а правого фланга не смогли этого сделать из-за кораблей Клеопатры и сдались. Поняв, что битва проиграна, Клеопатра прорвалась со своими кораблями, а Марк Антоний отправился за ней. То, что солдаты армии Марка Антония не страдали от преследований (кроме азиатских союзников, в частности Адиаторикса) и получили почти все привилегии, которыми наделялись солдаты Октавиана, а также то, что в армии нового императора были сохранены номера легионов, ранее принадлежавших Антонию, иногда считают следствием предварительных договорённостей с солдатами.

## Последствия
Дальнейшие события хорошо известны, описаны поэтами и запечатлены художниками. Марк Антоний и Клеопатра отправились в Александрию, где целый год жили в ожидании неминуемого конца. 1 августа 30 года до н. э. в гавани Александрии появился флот Октавиана. Последние легионы и корабли Марка Антония перешли на сторону «молодого Цезаря». Антоний закололся, Клеопатра была взята под стражу и покончила жизнь самоубийством. Гай Юлий Цезарь Октавиан Август стал единовластным правителем Римского государства, завершив десятилетия гражданских войн. Наступила эпоха Римской империи. Произошедший перелом современники прочувствовали скоро. Многие города и провинции стали вести официальное летоисчисление от 2 сентября 31 года до н. э. (так называемая Акцийская эра). На протяжении нескольких столетий народы Средиземноморья имели основания считать этот день одним из важнейших в истории региона. В память о победе Октавианом были учреждены и продолжались около трёх веков Акцийские игры в Никополе.

## В культуре
Сражение описано в романе Лью Уоллеса «Бен-Гур: история Христа» (1880) и присутствует в его экранизациях различных годов. Битва при Акциуме показана в эпическом фильме «Клеопатра» 1963 года.